# Гарднер, Деде
Де́де Га́рднер (англ. Dede Gardner; род. 1967) — американский кинопродюсер и президент продюсерской компании Plan B Entertainment, основанной Брэдом Питтом. Двукратный лауреат премии «Оскар» (при 8 номинациях: 2012, 2014 — 2017, 2019, 2023, 2025).

## Награды и номинации
В 2012 году Гарднер и её партнёры-продюсеры были номинированы на премию «Оскар» за лучший фильм («Древо жизни») . В 2014 году она наряду с сопродюсерами Брэдом Питтом, Стивом Маккуином, Джереми Кляйнером и Энтони Катагасом была удостоена премии «Оскар» за лучший фильм («12 лет рабства»).

## Фильмография
- На острой грани / Running with Scissors (2006)
- Год собаки / Year of the Dog (2007)
- Её сердце / A Mighty Heart (2007)
- Как трусливый Роберт Форд убил Джесси Джеймса / The Assassination of Jesse James by the Coward Robert Ford (2007)
- Красавчик/милашка / Pretty/Handsome (2008) — телефильм (исполнительный продюсер)
- Жена путешественника во времени / The Time Traveler’s Wife (2009)
- Ешь, молись, люби / Eat Pray Love (2010)
- Древо жизни / The Tree of Life (2011)
- Ограбление казино / Killing Them Softly (2012)
- Война миров Z / World War Z (2013)
- 12 лет рабства / 12 Years a Slave (2013)
- Сельма / Selma (2014)
- Игра на понижение / The Big Short (2015)
- Лунный свет / Moonlight (2016)
- Власть / Vice (2018)
- Говорят женщины / Women Talking (2022)
- Блондинка / Blonde (2022)
- Мальчишки из «Никеля» / Nickel Boys (2024)